# Noacksches Haus

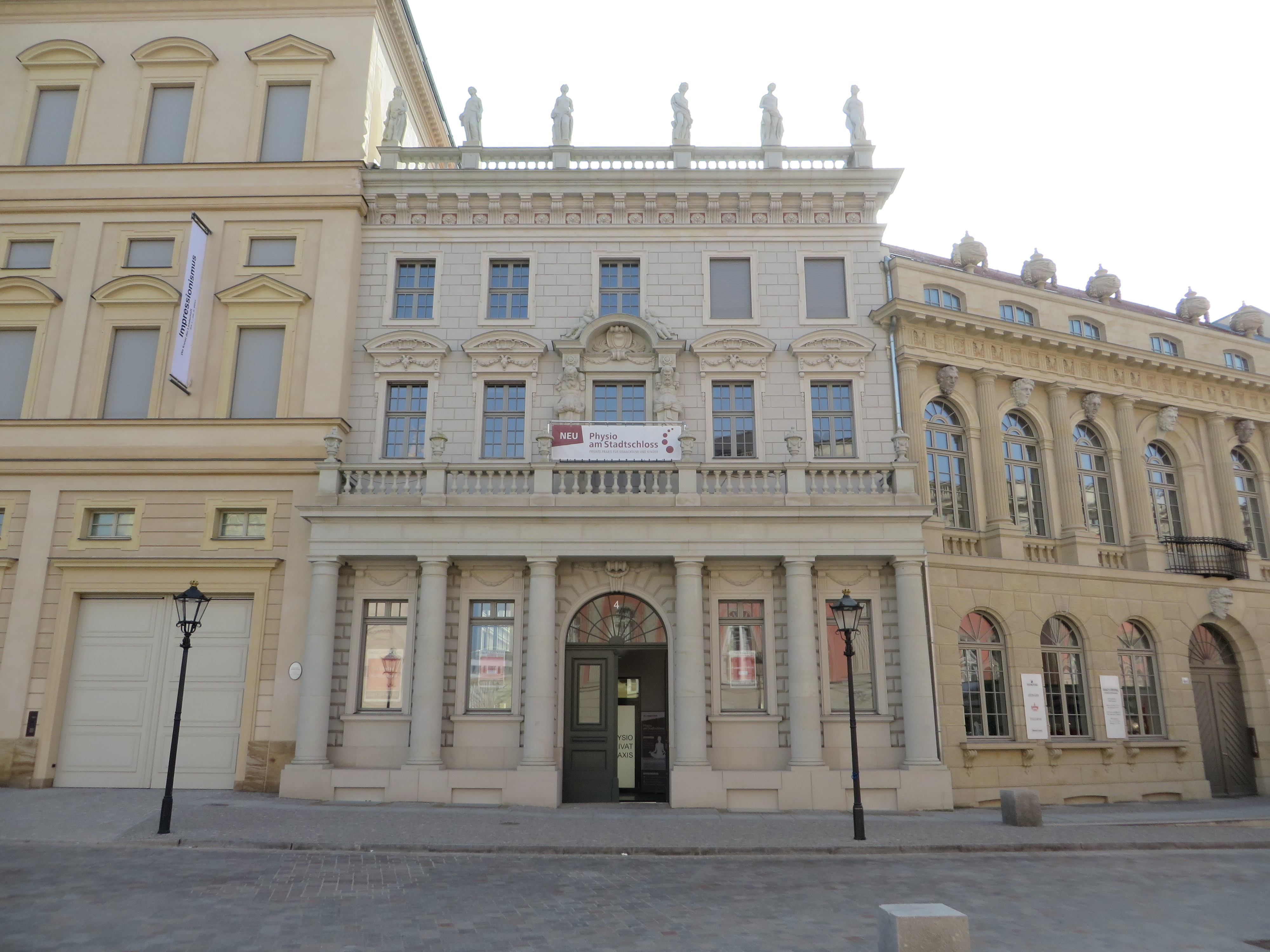
Noacksches Haus, 2017

Das Noacksche Haus ist ein barockes Bürgerhaus am Alten Markt in Potsdam. Es wurde im Jahr 1777 im Auftrag von Friedrich dem Großen nach Entwurf von Carl von Gontard erbaut. Als Vorlage diente der Palazzo Chiericati in Vicenza. Beim Luftangriff auf Potsdam 1945 zerstört, wurde die Fassade 2013 bis 2016 rekonstruiert.

## Geschichte

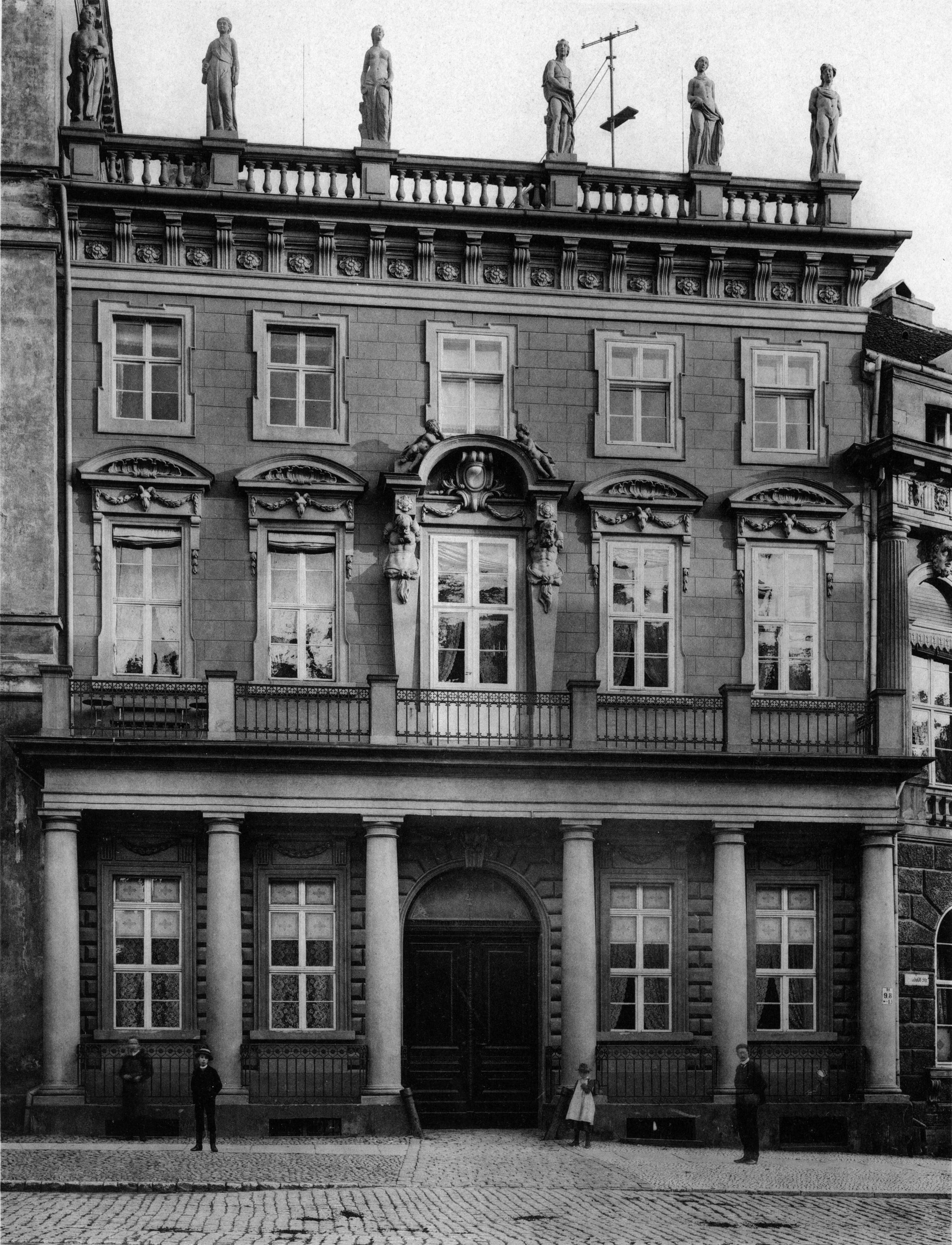
Ansicht um 1900

Das ursprüngliche Gebäude entstand im Jahr 1777 als letztes der unter Friedrich II. im Umfeld des Alten Marktes errichteten Häuser auf einem schmalen Grundstück zwischen dem 1771/72 erbauten Palast Barberini und dem bereits aus dem Jahr 1754 stammenden sogenannten Palazzo Pompei. Anders als bei den Nachbargebäuden werden vom König vorgegebene Vorbilder für die Fassade des nach seinem ersten Eigentümer, dem Gastwirt Noack, benannten Hauses in der zeitgenössischen Literatur nicht genannt. Astrid Fick bringt einzelne Architekturmotive mit dem Palazzo Chiericati in Vicenza in Verbindung. Neben der ebenso wie beim mittleren Teil des Palazzo Chiericati fünfachsigen und dreigeschossigen Fassade sind Parallelen vor allem in den toskanischen Säulen und der Balustrade des Altans sowie an den Fensterrahmungen und dem Figurenschmuck zu sehen. Das Erdgeschoss des Vicentinischen Originals von Andrea Palladio weist allerdings keinen Altan auf, ebenso gibt es dort kein mit Hermen verziertes Mittelfenster und auch keine Rustizierung der Fassade. Im 19. Jahrhundert erfolgten verschiedene Umbauten. Bei den Luftangriffen auf Potsdam 1945 zerstört, wurde das Gebäude 2013 bis 2016 als Wohn- und Geschäftshaus mit originalgetreu rekonstruierter Fassade neu erbaut.
Das äußerlich dreigeschossige Gebäude besaß über dem Erdgeschoss ein niedriges, 2,10 m hohes Mezzaningeschoss. Derartige Zwischengeschosse wurden in Potsdam eingefügt, um das für Bürgerhäuser überdimensionierte Bauvolumen ausnutzen zu können, was allerdings in den nach fremden Vorlagen erbauten Bürgerhäusern oftmals auch sehr unzureichende Wohnbedingungen zur Folge hatte. Dem Erdgeschoss ist über die gesamte Hausbreite ein schmaler Altan auf sechs toskanischen Säulen vorgelegt. Die dahinter befindliche Fassade ist kräftig gequadert und weist neben einer rundbogigen Durchfahrt jeweils zwei rechteckige, an den geraden Verdachungen mit Festons verzierte Fensteröffnungen auf. Die Fassade ist im ersten und zweiten Obergeschoss mit einer zurückhaltenden Quaderung versehen. Die vier die Mittelachse flankierenden gerahmten Fenster des ersten Obergeschosses besitzen auf Konsolen ruhende Verdachungen mit segmentbogenförmigen Abschlüssen, deren Giebelfelder mit einem Muschelornament gefüllt sind. Darunter erscheint ein Bukranionmotiv mit Festons. Die reich dekorierte mittlere Öffnung mit der Tür zum Altan ist mit einem von Hermenpfeilern getragenen Giebel bekrönt. Das rundbogige Giebelfeld ist mit einer Kartusche geschmückt, während auf dem Gesims liegende Puttenfiguren angebracht sind. Die fünf Fenster im zweiten Obergeschoss weisen einfache geohrte Rahmen auf. Den Abschluss der Fassade bildet über dem von Konsolen getragenen Traufgesims eine Attika mit Balusterbrüstung, auf der sechs Statuen stehen.